# 馬仁裕
馬仁裕（883年—942年）（一說880年出生。），中国五代十国时徐州人，字德宽。自称是唐朝马燧的裔孙。

## 生平
馬仁裕世代为武宁军军校。和周宗跟随徐知诰为牙吏。徐知诰领润州，馬仁裕监蒜山渡，听说朱瑾之乱，驰马告知徐知诰，于是渡江平乱，马仁裕历任左领军将军、楚州刺史、右金吾大将军。徐知诰把女儿嫁给了他。徐知诰取代杨吴，建立南唐，改名李昪。马仁裕的妻子被封为兴国公主，他自己为镇海军节度使、昭顺军节度使。为政深得民心。昇元六年（942年），马仁裕去世，年六十岁，谥号匡。其子马文义。妻子萊氏，子馬光庭、馬光祚、馬光紹。

## 講註
1. ↑  《唐故德勝軍節度使檢校太保同中書門下平章事扶風馬匡公神道碑銘》：「春秋六十有三，昇元六年閏三月五日，薨於廬州公署。」
2. ↑  《神道碑》：「嗣子右弓箭庫使光庭，東頭供奉官光祚，閤門承旨光紹，皆稟義方，無忝遺烈。」